# Donna Caroll
Donna Caroll (* 28. Mai 1938 in Buenos Aires als Linda Renée Abadi; † 31. März 2020, ebendort) war eine argentinische Jazzsängerin und Schauspielerin.

## Leben und Wirken
Donna Caroll gründete 1958 mit ihrem Ehemann das Luftfahrtunternehmen Aerolíneas Ini. Sie lebte mit ihm und den beiden gemeinsamen Kindern in den Vereinigten Staaten, bis das Unternehmen nach sechs Jahren in Konkurs ging. Mit den Kindern zog sie zurück nach Argentinien und ließ sich 1966 scheiden.
Zu dieser Zeit bewarb sie sich beim Fernsehsender Canal 11 und trat in der Show Show 90 auf, wo sie den Song Misty sang. Sie trat in weiteren Shows auf und nahm 1966 ihr erstes Album Sol de medianoche auf. Sie heiratete den Gitarristen Oscar López Ruiz, mit dem sie später auf der Bühne und bei Aufnahmen zusammenarbeitete. Es folgten weitere Alben, die sie auch in Frankreich, Spanien und Puerto Rico aufnahm. Sie gab auch Konzerte in Lateinamerika, Europa und den USA. In musikalischen Komödien wie El beso de la mujer araña, Las ridículas preciosas und A la Capital trat sie auch als Schauspielerin auf.
Weiterhin trat sie auch in den Filmen Un latido distinto (1981), Redemption (2004) und Intervention (2004) auf. Sie starb im Alter von 81 Jahren an Herzstillstand.

## Preise und Auszeichnungen
Caroll erhielt verschiedene Preise und Auszeichnungen wie den Premio Martín Fierro und 1995 den Premio Konex.